# چاکرا تاج سر

Sahasrara

چاکرا تاج سر با نام اصلی ساهاسرارا (انگلیسی: Sahasrara) که نماد آن نیلوفر هزار گلبرگی است و در جرم مخ (بالای سر) قرار دارد. اگر کسی در چاکرا تاج سر تمرکز کند، بی شک به سامادی یعنی سرمستی جذبه خواهد رسید.

## اساس آگاهی
«ساهاسرارا» ورای مراکز دیگر جای گرفته و اساس آگاهی است. گلبرگ‌های این نیلوفر ممتاز مطابق با تلفظ بیست گانهٔ پنجاه حرف الفبای سانسکریت است و اگر بیست ضرب در پنجاه شود، رقم هزار به دست می‌آید.

## نیروی مثلث اراده، علم و عمل
در میانهٔ ساهاسرار(Sahasrar)، که ستارهٔ هزار شعاعی است، متساوی‌الاضلاع سه ضلعی گوروچاکرا با نیروی مثلث اراده، علم و عمل در اطرافش و پارام- کاران- بهوتا شاکتی (Param-karan-bhootashakti) به عنوان گورو در مرکزش قرار دارد.